# Taphrina tosquinetii
Taphrina tosquinetii (лат.) — вид грибов рода тафрина (Taphrina) отдела аскомицеты (Ascomycota), паразит ольхи (Alnus). Повреждает листья и побеги.

## Описание
Поражённые побеги скручиваются и становятся липкими, листья на них разрастаются и сморщиваются, покрываются крупными плоскими или выпукло-вогнутыми коричневыми пятнами.
Мицелий развивается под кутикулой, зимует в почках.
Сумчатый слой («гимений») сероватый, развивается на обеих сторонах листьев.
Аски восьмиспоровые, размерами 20—49×5—14 мкм, цилиндрические с округлой или усечённой верхушкой, развиваются между клетками эпидермиса растения. Базальные клетки (см. в статье Тафрина) 7—19×6—16 мкм, удлинённые, сужаются книзу.
Аскоспоры эллипсоидальные или округлые, 2,5—5,5×2,5—5 мкм, часто почкуются в асках.
Спороношение наблюдается в мае — сентябре.
При искусственном культивировании у этого вида наблюдалось образование аскогенных клеток и асков.

## Распространение и хозяева
Поражает ольху чёрную (Alnus glutinosa). Заражаются обычно молодые побеги в нижней части кроны, реже на высоте до 6—7 метров. Заражённые побеги отмирают за 1—2 сезона, иногда сохраняются до 10—12 лет.
Taphrina tosquinetii распространена в центральных, северных и восточных регионах Европы и в Северной Америке.

## Близкие виды
- Taphrina japonica отличается отсутствием базальных клеток и более крупными асками, она встречается на Дальнем Востоке и в Северной Америке.